# Anna Svídnická
Anna Svídnická (německy Anna von Schweidnitz, polsky Anna świdnicka, 1339 – 11. července 1362 Praha) byla česká královna, římská královna, římská císařovna a třetí manželka římského císaře a českého krále Karla IV. Lucemburského.

## Život

### Dětství a dospívání
Anna byla jedinou dcerou svídnického knížete Jindřicha II. a uherské princezny Kateřiny. Otec Anně zemřel, když jí byly čtyři roky. Matka Anny byla sestrou uherského krále, a proto se po smrti svého manžela i se svou dcerou odstěhovala do Budína v Uhrách. Tam Anna prožila své dětství.
Po smrti Annina otce se vládcem Svídnicka, Javorska a části Lužice stal její strýc Boleslav II. (nazývaný též Bolek II.). Ten byl ale bezdětný, a proto se mladá princezna Anna stala jedinou dědičkou Svídnického vévodství. Pro Karla IV. mělo toto území, které přímo sousedilo s Českým královstvím, velký strategický význam. Nejprve se rozhodl získat nárok na území sňatkem svého novorozeného syna Václava s tehdy o jedenáct let starší Annou. Když Karel o svého dvouletého syna přišel a zemřela i jeho druhá manželka Anna Falcká, začal se o Annu ucházet sám. Tento naplánovaný sňatek byl součástí strategie, kterou nastolil už Karlův otec Jan Lucemburský – získat pro českého krále kontrolu nad piastovskými slezskými knížectvími.
Anně bylo v době, kdy se o ní začal ucházet Karel IV., pouhých 13 let. Byla velmi křehké a na tu dobu vysoké postavy, měřila 167 centimetrů. Její hlavu zdobily lokny dlouhých blonďatých vlasů, ale i bystrý intelekt. Byla vedena k pokoře a hlubokému náboženskému cítění. To vše ji činilo ideální partnerkou pro Karla. Velký věkový rozdíl navíc přispěl k tomu, že ji mohl sám dále vzdělávat a formovat její charakter.
Sňatek mohl být uskutečněn pouze se souhlasem svídnického vévody Boleslava II., polského krále Kazimíra a někdejšího Karlova zetě Ludvíka Uherského. Poslední jednání a souhlas se svatbou se Karlovi podařilo získat v roce 1353 na diplomatickém kongresu ve Vídni. Kvůli příbuzenství ženicha a nevěsty byl potřebný i souhlas papeže. Tím byl pověřen pražský arcibiskup Arnošt z Pardubic, který si Karlovým jménem vyžádal u papeže Inocence VI. papežský dispens.

### Svatba Karla a Anny
Slavná svatba Karla a Anny Svídnické se konala v červnu 1353 v Budíně. Na svatbě byli přítomni Albrecht II. Rakouský, Ludvík Uherský, Ludvík Braniborský, Rudolf Saský a vyslanci polského krále Kazimíra III. a benátské republiky. Díky tomuto sňatku připojil Karel k zemím Koruny české také Horní a Dolní Lužici.
Přestože sňatek byl motivován především politickými snahami, 37letý Karel se do své mladinké, 14leté, o dvacet tři roky mladší nevěsty zamiloval. Jí zase imponovalo jeho charisma, moudrost a vyzrálost. Dobové kroniky potvrzují Karlovu hlubokou lásku k mladé manželce, snad dokonce větší, než byla jeho láska k Blance z Valois. Ty krátké roky, kdy spolu žili, tvořili stabilní a harmonický pár. Anna s ním sdílela období největšího lesku a slávy, kdy Karel získal titul císaře Svaté říše římské, postavil Karlštejn a budoval i novou Prahu.

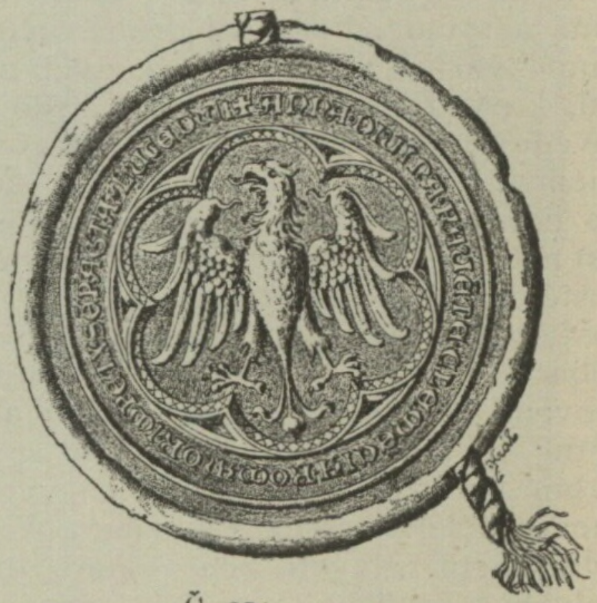
Pečeť Anny Svídnické z roku 1361 (reprodukce V. Krále z Dobré Vody, 1891)

### Královna a císařovna

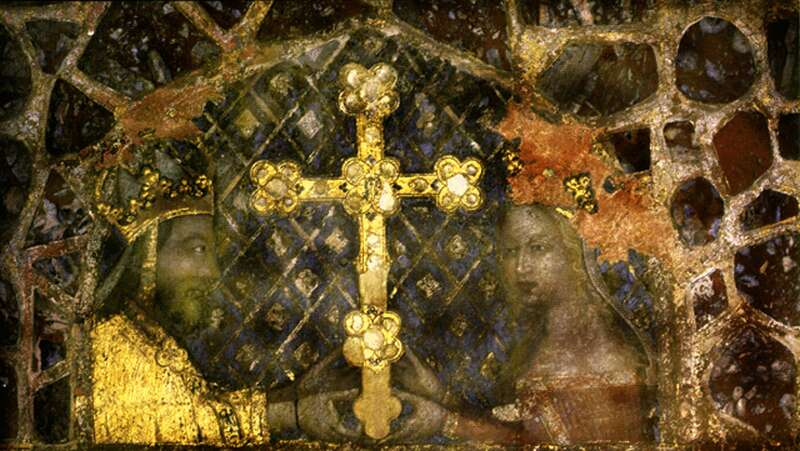
Malba Karla IV. a Anny Svídnické na Karlštejně

Českou královnou byla mladičká Anna korunována krátce po svatbě 28. července 1353. Necelý rok poté dne 9. února 1354 ji Karel nechal v Cáchách korunovat římskou královnou. Manželé spolu ještě nežili, neboť mladá královna pak ještě rok pobývala se svojí matkou v Budíně.
Začátek jejich spolužití a jejich první společnou cestou byla cesta do Říma v roce 1355 kvůli císařské korunovaci. Anně bylo v té době šestnáct let. Římskou císařovnou byla korunována 5. dubna 1355 na Boží hod velikonoční v Římě spolu s Karlovou korunovací římským císařem. Korunovace proběhla ve Svatopetrské bazilice a provedl ji papežský legát kardinál Pierre de Colombiers. Při zpáteční cestě se císařští manželé ubytovali v Pise, ale palác, ve kterém nocovali, byl během povstání zapálen, takže Karel IV. a jeho manželka si museli zachránit život útěkem v nočních úborech. Karel brzy odboj potlačil a sedm vůdců povstání dal popravit.
Vzdělanost a uměnímilovnost Anny je potvrzena dopisy, které si vyměňovala se slavným italským básníkem Petrarcou. Seznámila se s ním v Římě při korunovaci. Petrarca uznával Karla IV. jako císaře a vkládal do něj naděje na sjednocení Itálie. To se však nesplnilo, neboť Karel IV. se věnoval především své zemi a středoevropskému prostoru.

### Dcera Alžběta a syn Václav
Až po uplynutí pěti let od svatby se Anna stala matkou, když roce 1358, v 19 letech, porodila dceru Alžbětu (1358–1373). 
O tři roky později pobývala podruhé těhotná Anna se svým manželem v Norimberku, kam byl svolán říšský sněm za účelem vyřešení vleklých sporů Karla IV. s Rudolfem IV. Habsburským. Šest dní po zahájení sněmu, v pátek 26. února kolem 21. hodiny porodila Anna v komnatě norimberského císařského hradu syna.. Dlouho očekávané narození následníka trůnu se stalo příležitostí k velkým oslavám. Pětačtyřicetiletý Karel se tak konečně dočkal syna a dědice, budoucího krále Václava IV.
Alžběta Svídnická o této radostné události poslala dopis avignonskému papeži Innocenci VI.
| „                                                            | Nejsvětější otče a nejdůstojnější pane! S pomocí nejvyššího, který řídí království a králům poskytuje ochranu, porodily jsme na světlo tohoto světa v pátek před nedělí Oculi, asi o třetí hodině, mužského potomka, statného a s krásnými jednotlivými údy. A po porodu se spolu s dítětem s boží pomocí těšíme příjemné tělesné pohodě. A poněvadž věříme, že Vaše Svatost ráda uslyší o naší osobě radostné novinky, svěřujeme toto Vaší Svatosti prostřednictvím našeho ctěného kaplana, doručitele tohoto listu, s poníženou prosbou, abyste jej ráčil přijmout jako osobu doporučenou naší přímluvou v jeho žádostech. | “ |
| — list Anny Svídnické avignonskému papeži Inocenci VI., 1361 | |   |

Před Václavovým narozením byl ve značné výhodě Karlův mladší bratr a moravský markrabě Jan Jindřich, neboť měl již tři syny. Karel IV. se snažil jednak zajistit kontinuitu lucemburské dynastie v českých zemích a v říši, jednak si chtěl pojistit trvalé připojení slezských dědičných vévodství Svídnicka, Javorska a části Lužice. Naplánoval proto sňatek své tehdy jediné dcery ze svazku s Annou Svídnickou a potenciální dědičky obou vévodství Alžběty s jedním ze synů Jana Jindřicha.
S ohledem na to, že nejstarší syn Jošt Moravský byl zasnouben s jedinou neteří a potenciální dědičkou uherského krále Ludvíka Velikého a Jan Soběslav byl tou dobou vychováván v Praze, domnívá se Václav Štěpán, že mělo jít právě o Jana Soběslava. Tento sňatek měl být draze vykoupen poplatkem papeži za udělení dispensu pro manželství osob tak blízce příbuzných. Narození Václava IV. však tento plán proměnilo ve zcela zbytečný.

### Úmrtí Anny ve 23 letech
Anna Svídnická zemřela při porodu třetího dítěte 11. července 1362 ve věku pouhých dvacet tří let a s ní i její bezejmenný druhý syn. Karel IV. velmi truchlil pro svou mladou a inteligentní ženu. Nechal ji pochovat stejně jako předchozí ženy ve Svatovítském chrámu na Hradčanech a na několik měsíců se uzavřel na Karlštejně. Svídnicko a Javorsko nepřipadlo Českému království po smrti Boleslava II. v roce 1368, ale až po smrti jeho ženy Anežky Habsburské v roce 1392. Karel IV., věrný svým snahám o zajištění potomků a získání dalších politických a územních zisků, se o rok později v květnu 1363 oženil s Alžbětou Pomořanskou.

## Potomci
- Alžběta Lucemburská (1358–1373)

∞ 1366 Albrecht III. Habsburský
- Václav IV. (1361–1419), český a římský král

∞ 1370 Johana Bavorská
∞ 1389 Žofie Bavorská
Chlapec beze jména (*11. 7. 1362) zemřel při porodu s matkou.